# Kurapatyskogen
Kurapatyskogen är ett skogsområde och minnespark utanför Belarus huvudstad Minsk.
Under 1970-talet upptäcktes i Kurapatyskogen ett stort antal större och mindre massgravar som tycktes härröra från tiden strax efter Nazitysklands anfall på Sovjetunionen den 22 juni 1941 ("Operation Barbarossa"). Senare visade det sig emellertid vara massavrättade offer från Stalintidens terror, vilket kallas den stora utrensningen, och härrör från perioden 1937–1941. Alla massgravar i skogen har med stor sannolikhet ännu inte upptäckts och det beräknas att tiotusentals människor har avrättats här.
Enligt senare vittnesmål grävdes gropar på dagarna och på kvällen och natten anlände lastbilar med fångar, vilka sköts ihjäl framför graven två och två. Dessa massmord utfördes på order av Stalin själv och utfördes av NKVD, Stalins politiska säkerhetspolis. Kurapatyskogen är ingalunda unik inom det före detta Sovjetunionen; den ligger dock rimligt tillgänglig, blev tidigt upptäckt och väldokumenterad.